# Världsmästerskapen i konståkning
Världsmästerskapen i konståkning arrangeras sedan 1896. Fram till 1905 var det bara herrar som tävlade. 1906 kom damerna med, 1908 paråkningen och 1952 isdansen.

## Värdorter
- 1896 - Sankt Petersburg, Ryssland
- 1897 - Stockholm, Sverige
- 1898 - London, Storbritannien
- 1899 - Davos, Schweiz
- 1900 - Davos, Schweiz
- 1901 - Stockholm, Sverige
- 1902 - London, Storbritannien
- 1903 - Sankt Petersburg, Ryssland
- 1904 - Berlin, Tyskland
- 1905 - Stockholm, Sverige
- 1906 - München, Tyskland
- 1907 - Wien, Österrike-Ungern
- 1908 - Troppau, Österrike-Ungern
- 1909 - Stockholm, Sverige
- 1910 - Davos, Schweiz
- 1911 - Troppau, Österrike-Ungern
- 1912 - Manchester, Storbritannien
- 1913 - Wien, Österrike-Ungern
- 1914 - Helsingfors, Ryssland
- 1915 - Inställt
- 1916 - Inställt
- 1917 - Inställt
- 1918 - Inställt
- 1919 - Inställt
- 1920 - Inställt
- 1921 - Inställt
- 1922 - Stockholm, Sverige
- 1923 - Stockholm, Sverige
- 1924 - Stockholm, Sverige
- 1925 - Wien, Österrike
- 1926 - Berlin, Tyskland
- 1927 - Davos, Schweiz
- 1928 - Berlin, Tyskland
- 1929 - London, Storbritannien
- 1930 - New York, USA
- 1931 - Berlin, Tyskland
- 1932 - Montreal, Kanada
- 1933 - Zürich, Schweiz
- 1934 - Stockholm, Sverige
- 1935 - Budapest, Ungern
- 1936 - Paris, Frankrike
- 1937 - London, Storbritannien
- 1938 - Berlin, Tyskland
- 1939 - Budapest, Ungern
- 1940 - Inställt
- 1941 - Inställt
- 1942 - Inställt
- 1943 - Inställt
- 1944 - Inställt
- 1945 - Inställt
- 1946 - Inställt
- 1947 - Stockholm, Sverige
- 1948 - Davos, Schweiz
- 1949 - Paris, Frankrike
- 1950 - London, Storbritannien
- 1951 - Milano, Italien
- 1952 - Paris, Frankrike
- 1953 - Davos, Schweiz
- 1954 - Oslo, Norge
- 1955 - Wien, Österrike
- 1956 - Garmisch-Partenkirchen, Västtyskland
- 1957 - Colorado Springs, USA
- 1958 - Paris, Frankrike
- 1959 - Colorado Springs, USA
- 1960 - Vancouver, Kanada
- 1961 - Inställt
- 1962 - Prag, Tjeckoslovakien
- 1963 - Cortina d'Ampezzo, Italien
- 1964 - Dortmund, Västtyskland
- 1965 - Colorado Springs, USA
- 1966 - Davos, Schweiz
- 1967 - Wien, Österrike
- 1968 - Genève, Schweiz
- 1969 - Colorado Springs, USA
- 1970 - Ljubljana, Jugoslavien
- 1971 - Lyon, Frankrike
- 1972 - Calgary, Kanada
- 1973 - Bratislava, Tjeckoslovakien
- 1974 - München, Västtyskland
- 1975 - Colorado Springs, USA
- 1976 - Göteborg, Sverige
- 1977 - Tokyo, Japan
- 1978 - Ottawa, Kanada
- 1979 - Wien, Österrike
- 1980 - Dortmund, Västtyskland
- 1981 - Hartford, USA
- 1982 - Köpenhamn, Danmark
- 1983 - Helsingfors, Finland
- 1984 - Ottawa, Kanada
- 1985 - Tokyo, Japan
- 1986 - Genève, Schweiz
- 1987 - Cincinnati, USA
- 1988 - Budapest, Ungern
- 1989 - Paris, Frankrike
- 1990 - Halifax, Kanada
- 1991 - München, Tyskland
- 1992 - Oakland, USA
- 1993 - Prag, Tjeckien
- 1994 - Makuhari, Japan
- 1995 - Birmingham, Storbritannien
- 1996 - Edmonton, Kanada
- 1997 - Lausanne, Schweiz
- 1998 - Minneapolis, USA
- 1999 - Helsingfors, Finland
- 2000 - Nice, Frankrike
- 2001 - Vancouver, Kanada
- 2002 - Nagano, Japan
- 2003 - Washington, USA
- 2004 - Dortmund, Tyskland
- 2005 - Moskva, Ryssland
- 2006 - Calgary, Kanada
- 2007 - Tokyo, Japan
- 2008 - Göteborg, Sverige
- 2009 - Los Angeles, USA
- 2010 - Turin, Italien
- 2011 - Moskva, Ryssland
- 2012 - Nice, Frankrike
- 2013 - London, Kanada
- 2014 - Saitama, Japan
- 2015 - Shanghai, Kina
- 2016 - Boston, USA
- 2017 - Helsingfors, Finland
- 2018 - Milano, Italien
- 2019 - Saitama, Japan
- 2020 - Montreal, inställd pga. Covid-19-pandemin
- 2021 - Stockholm, Sverige
- 2022 - Montpellier, Frankrike
- 2023 - Saitama, Japan
- 2024 - Montréal, Kanada
- 2025 - Boston, USA